# Саитов, Асят Мансурович
Асят Мансурович Саитов (род. 1 января 1965, Пугачёв, Саратовская область) — советский и российский профессиональный шоссейный велогонщик. Трёхкратный чемпион СССР в командной гонке на время. Двукратный чемпион России в групповой гонке. Двукратный победитель специальной спринтерской классификации Вуэльты Испании. Участник Летних Олимпийских игр 1988 года в Сеуле.
Женат на олимпийской чемпионке Светлане Мастерковой.

## Биография
Родился и вырос в городе Пугачёв. Отец — шофер-дальнобойщик.
Первый тренер — Валентин Александрович Мущеров.
В 1984 году на международных соревнованиях «Дружба» получил серебряную награду в командной гонке.
В 1986 году на Велогонке Мира завоевал бронзу в личном и золото в командном зачетах. В 1987 году вновь в составе сборной первенствовал на Велогонке Мира.
В 1987 году стал вторым на Чемпионате мира в Австрии.

## Спортивные достижения
| 1982 - Чемпионат мира, командная гонка на время, юниоры — 2-е место 1984 - Тур Греции — генеральная классификация - Тур Олимпии — этап 6 и генеральная классификация 1985 - Вуэльта Кубы — этапы 6, 10a, 10b и 12 - Неделя Бергамо — этап 3 1986 - Чемпионат СССР: - командная гонка на время — 1-е место - критериум — 3-е место - Вуэльта Кубы — этапы 5 и 7 1987 - Чемпионат мира, командная гонка на время — 2-е место - Чемпионат СССР: - командная гонка на время — 1-е место - индивидуальная гонка на время — 2-е место - критериум — 2-е место - Неделя Бергамо — этап 1 - Тур Балтийского моря — генеральная классификация 1988 - Чемпионат СССР: - командная гонка на время — 1-е место - групповая гонка — 3-е место - Джиро регионов — этап 3 - Вуэльта Кубы — этап 4a - Трофей Адольфо Леони - Тур Балтийского моря — генеральная классификация | 1989 - Чемпионат СССР, командная гонка на время — 1-е место - Вуэльта Кубы — этапы 4а, 5, 9, 12 и очковая классификация - Тур Балтийского моря — генеральная классификация 1990 - Вуэльта Испании — этап 18 и специальная спринтерская классификация 1992 - Чемпион России в групповой гонке - Джиро ди Калабрия — этапы 1 и 2 - Вуэльта Кастилии и Леона — генеральная классификация - Тур Страны Басков — этап 5а 1993 - Чемпионат России, групповая гонка — 2-е место - Вуэльта Испании — специальная спринтерская классификация - Вуэльта Мальорки — этап 1 - Вуэльта Арагона — этап 5 1994 - Гран-при Льодио - Вуэльта Кастильи и Леона — этапы 1 и 4 - Вуэльта Ла-Риохи — этап 1 - Рут дю Сюд — этап 4 1995 - Чемпион России в групповой гонке - Вуэльта Испании — этап 18 - Вольта Алентежу — этапы 1, 2 и генеральная классификация - Тур Страны Басков — этап 5а 1996 - Тур Португалии — этап 13 |

## Статистика выступлений наГранд Турах
| Гранд Тур | 1990 | 1991 | 1992 | 1993 | 1994 | 1995 | 1996 |
| --------- | ---- | ---- | ---- | ---- | ---- | ---- | ---- |
| Джиро     | 79   | -    | -    | 79   | -    |      | WD   |
| Тур       | WD   | -    | -    | -    | -    | -    | -    |
| Вуэльта   | 129  | WD   | 72   | 59   | 105  | 52   | -    |

WD = снялся с соревнований